# هشام شعبان
هشام شعبان (عربی: هشام شعبان؛ زادهٔ ۸ اوت ۱۹۸۰) بازیکن فوتبال اهل لیبی بود.
وی همچنین در تیم ملی فوتبال لیبی بازی کرده‌است.